# Nissan Caravan
O Caravan é uma van/veículo de carga fabricada pela Nissan. Fora do Japão o carro foi vendido como Nissan Urvan. Na Austrália, o carro foi vendido como Nissan Nomad.

## Galeria
- Primeira geração (1965-1973)
- Segunda geração (1973-1980)
- Terceira geração (1980-1983)
- Quarta geração (1986-2001)
- Quinta geração (2011-2012)
- Sexta geração (2012-presente)